# 若菜ひかる
若菜 ひかる(わかな ひかる、1985年3月6日 - ）は、日本の元AV女優、元タレント。現在は女優としての活動が中心。

## 略歴・人物
- AVデビュー前はタレントとして活躍。
- 2006年に『シャイン』でアリスJAPAN・マックス・エー2社専属女優としてAVデビュー。同年4月から『MAN-ZOKUディーバ』の一員となる。
- 2007年8月、kawaii*レーベルよりセルデビュー。
- 2008年7月、MOODYZより約半年ぶりに新作リリース。
- 趣味は海水浴、アニメ、特技はバレーボール、キックボクシング、確定申告ができる。

## 作品

### 写真集
- ひ・か・る 20歳の決心（2005年11月、双葉社、撮影：毛利充裕）ISBN 978-4575298581

### デジタル写真集
- 裸体
- メーカー流出!若菜ひかる
- メーカー流出!若菜ひかるvol.2
- XCITYカメラ☆若菜ひかる&早川凛
- ギリ見せ☆若菜ひかるvol.1 〔激カワ娘をセーラー服野外調教編〕
- ギリ見せ☆若菜ひかるvol.2 〔スジ見せ水着で股間強調ポーズ連発編〕
- ギリ見せ☆若菜ひかる vol.3 〔和服を脱ぎ捨て股間強調ポーズ連発編〕

シノヤマネット
- 「digi+KISHIN 020 アカルイハダカ(5）若菜ひかる」

### イメージビデオ
- コス☆DOLL IN ひかる（2005年10月25日、トライアングル・フォース）
- 裸体（2006年2月25日、シャッフル）
- X時間(エクスタシー）8（2008年5月25日、ポータ・パブリッシング/ゴマブックス）

### アダルトビデオ
2006年
- シャイン（2月24日、アリスJAPAN）
- look!（3月31日、マックス・エー）
- 萌える季節（4月28日、アリスJAPAN）
- NUDIST（5月30日、マックス・エー）
- ゴール!（6月30日、アリスJAPAN）
- プリティ☆アタック（7月25日、マックス・エー）
- 女尻（8月31日、アリスJAPAN）
- 若菜ひかるspecial 1（9月、サクセス・ビデオ・コミュニティー） 総集編
- Nsトリップ Nurse Trip（9月29日、マックス・エー）
- アイドルナース 危ない密室（10月27日、アリスJAPAN）
- ようこそMaxCafeへ!（11月22日、マックス・エー）
- 若菜ひかるspecial 2（11月30日、サクセス・ビデオ・コミュニティー） 総集編
- マックス・エー Anniversary 7（12月8日、マックス・エー） 総集編
- アリスJAPAN 2007（12月15日、アリスJAPAN） 総集編
- アダルトメルヘン 長靴をはいたネコニャン（12月22日、アリスJAPAN）

2007年
- 艶美（1月23日、マックス・エー）
- MAX Cafe オールスターズ!! PART2（2月16日、マックス・エー） 他出演:柚木ティナ、みひろ、他計10名
- アニコスJAPAN（2月23日、アリスJAPAN）
- MAX GIRLS 気まぐれ大回転（3月16日、マックス・エー） 他出演:柚木ティナ、北原多香子、恋小夜、小栗杏菜、原更紗
- 制服狩り（3月23日、マックス・エー）
- フェティッシュアングル（4月27日、アリスJAPAN）
- 教えてティーチャー（5月18日、マックス・エー）
- MAX GIRLS 完全撮り下ろし! イキまくり7人スペシャル（5月18日、マックス・エー） 他出演:柚木ティナ、北原多香子、佐藤ローラ、恋小夜、原更紗、灘坂舞
- 監禁（6月15日、マックス・エー）
- MAX GIRLS 完全撮り下ろし! ヨガリまくり8人（6月15日、マックス・エー） 他出演:みひろ、柚木ティナ、恋小夜、渚、吉崎直緒、美上セリ、橘くらら
- 騎乗位 まっくすまっくす4時間（6月29日、マックス・エー） 総集編 他出演:みひろ、柚木ティナ、恋小夜、美上セリ、他計30名
- アリスピンクファイル あの新基準モザイクで魅せる!（7月13日、アリスJAPAN） 総集編
- MAX ピンクファイル あの新基準モザイクで魅せる!（8月17日、マックス・エー） 総集編
- 20アイドル×20コス4時間!!（8月17日、アリスJAPAN）） 総集編 他出演:みひろ、佐山愛、松島かえで、麻美ゆま、吉沢明歩、他計20名
- 初セルだっちゃ! （8月25日、kawaii*）
- アリスJAPANベストFUCK100人 4枚組16時間（8月31日、アリスJAPAN） 総集編
- アリスJAPANプラス 潮吹き美少女4時間（9月14日、アリスJAPAN） 総集編 他出演:麻美ゆま、美上セリ、佐山愛、松島かえで、吉沢明歩、他計12名
- 出演女優本人が選ぶベストFUCK集 極-きわめ-其ノ参 （9月14日、マックス・エー） 総集編
- びちゃびちゃ潮吹き! （9月25日、kawaii*）
- 特濃とろけるセックchu! （10月25日、kawaii*）
- 学校でセックchu! （11月25日、kawaii*）
- マックス・エー Anniversary 8（12月7日、マックス・エー） 総集編
- ハイパーミニミニモザイク（12月25日、kawaii*）

2008年
- kawaii* BEST大全集01 1周年ベストだょっ全員集合DX4時（1月25日、kawaii*） 総集編 高原彩★、真央♪、佐藤ひろ美、若菜ひかる
- kawaii* special ダブルオッパイ（1月25日、kawaii*）…共演:真央♪
- 淫らな女教師（7月1日、MOODYZ）
- チンポを鍛える大人の励まし淫語トレーニング（8月1日、MOODYZ）
- kawaii* 制服女子高生collection2 4時間（8月25日、kawaii*） 総集編 夏川まゆり、大橋未久◆、若菜ひかる、香坂百合、真央♪、聖、MARIMO、愛原つばさ
- 超人気kawaii*美少女8人 ハイパーミニミニモザイク4時間（9月25日、kawaii*） 総集編 大橋未久◆、相崎琴音、若菜ひかる、糸矢めい、真央♪、夏川まゆり、ふわり、原明奈

### CD
- 恋のバッキン! ～MAN-ZOKU DiVAバージョン～ c/wウキ・ウキ・マンゾク・ラブ

## 出演

### バラエティ
- プリティガレッジ(日本テレビ）
- ピィース!(テレビ西日本）
- すすきの天国よるたまVI(テレビ北海道）
- 誘惑のマーメイド(MONDO21）

### 映画
- 「金瓶梅 上巻」監督:チン・マンケイ (2010年2月13日、トルネード・フィルム=マクザム）  - 明月 役(主演）[※ 1]

### オリジナルビデオ
- 「まいっちんぐマチコ先生 東大お受験大作戦!!」監督:河崎実（2006年2月22日、ティーエムシー） - テンコ 役
- 「隣人ポータビリティー」監督: 森角威之（2007年8月24日、フルモーション） - 春山多恵 役[6]
- 「蕎麦っ娘ゆずちゃん」監督:廣田幹夫（2008年3月5日、ネクスタシー） -  成瀬ゆず 役(主演）
- 「アダルトビデオの作り方」監督:城定秀夫（2008年3月21日、エースデュースエンタテインメント） -  鹿子 役(主演）
- 山本直樹官能コレクション DVD-BOX(2008年7月18日、エースデュースエンタテインメント）[※ 2]
- 「RPGな妻」監督:森角威之（2008年7月25日、フルモーション）  - 春山多恵[7][※ 3]
- 「SF忍者 サイバートリップ」監督:石川二郎（2008年10月24日、シネポップ） -  女忍者の小枝子 役
- 「秘書課ドロップ～秘密の花園、第二秘書課～」監督:廣田幹夫（2008年10月24日、竹書房） - 中里仁美 役[8]
- 「秘書課ドロップ～美しき愛の砦～」監督:廣田幹夫（2008年11月21日、竹書房） - 中里仁美 役[8]
- 「燃えよカンフーガール」監督:石川二郎（2009年3月4日、シネマフィスト） -  龍子 役(主演）[9]